# جنین

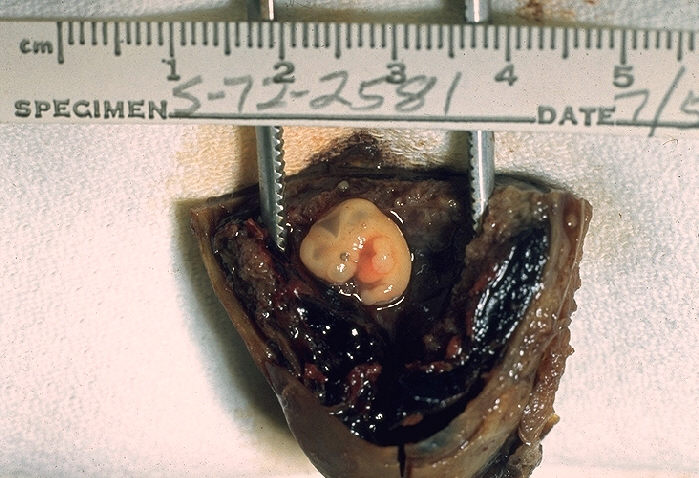
جنین انسان.

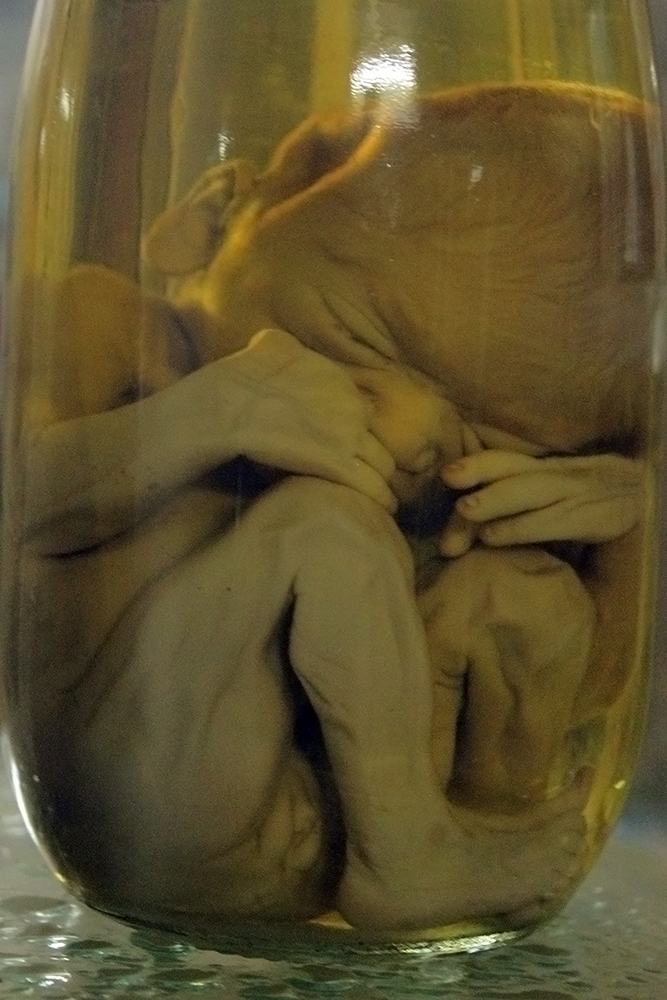
جنین انسان

جَنین یا به پارسی سره: نورَسته (به انگلیسی: fetus) فرزند متولد نشده یک جانور است که درون رحم یا تخم قرار دارد.
به هوهسته‌ای چندیاخته‌ای دودسته جَنین گفته می‌شود.
در انسان، یاختهٔ رشدکنندهٔ از لحظهٔ بارورسازی تا پایان هفتهٔ هشتم رویان (به انگلیسی:embryo) نام دارد و پس از آن جنین (به انگلیسی:fetus) نامیده می‌شود.
جنین در اوایل رشد خود دارای دُمی کوتاه است و همچنین هیچ شباهتی به انسان ندارد. طی یک ماه پس از بارور شدن تخمک، خصوصیات ظاهری تمام اعضاء مختلف بدن جنین شروع به تکوین می‌کنند و در ۲ تا ۳ ماه بعدی، بخش عمده جزئیات اعضاء گوناگون پایه‌ریزی شده‌اند. پس از ۳ ماه، اعضای جنین از نظر ظاهری شبیه اندام‌های نوزادی می‌شوند. البته باید دانست که همچنان بخش زیادی از تکوین سلولی هر عضو باقی مانده‌است و جهت تکمیل آن به ۵ ماه باقی‌مانده از یک دوره بارداری کامل نیاز است. حتی در زمان تولد نیز ساختمان‌های خاصی، به خصوص دستگاه عصبی، کلیه‌ها و کبد، به‌طور کامل تکوین نیافته‌اند. اما ناگفته نماند که جنین توسط هوای موجود در خونِ بند ناف تنفس می‌کند.
مطالعات نشان داده‌اند که جنین در رحم به وسیله سلول‌های بنیادی به مادر حامل خود، کمک می‌کند تا بر برخی از نارسایی اندام‌ها غلبه کنند. پزشکان مشاهده کرده‌اند که زنانی که در دوران بارداری دچار ضعف قلب می‌شوند نسبت به هر گروه دیگری از بیماران نارسایی قلبی، بهبودی بهتری دارند.

## تکوین جنین بر حسب هفته
رویان در هفته دو تا سوم بارداری:
رویان تقریباً میکروسکوپیک است. سلول‌های خونی هسته‌دار، در کیسه زرده و لایه‌های مزوتلیال جفت شروع به تکوین می‌کنند.
جنین در پایان هفتهٔ چهارم بارداری:
قلب جنین شروع به تپیدن می‌کند و خون را به همهٔ بخشهای جنین می‌رساند. زمانی که رویان نمی‌تواند احتیاجات خود را تنها از طریق انتشار ساده تأمین نماید، سیستم قلبی-عروقی شروع به تشکیل می‌کند. اولین سلولهای تشکیل دهنده سیستم قلبی- عروقی آنژیوبلاست است که در ناحیه صفحه سری جنینی پخش می‌شود و قسمتهایی به نام توده رگ‌ساز را می‌سازند که در مجموع شکل نعل اسبی دارد. در این زمان چشم، بینی و گوش بیرونی هنوز تشکیل نشده و دیده نمی‌شود. تشکیل دستگاه گوارش آغاز می‌شود و جوانه‌های کوچکی که در آینده دستها و پاها را تشکیل می‌دهند در این هنگام دیده می‌شوند. در این زمان اندازهٔ جنین ۶ تا ۱۰ میلیمتر می‌باشد؛ یعنی به اندازهٔ یک تخم سیب درختی.
در هفته ششم:
کبد جنین شروع به ساختن سلول‌های خونی می‌کند.
جنین در پایان هفتهٔ هشتم:
وزن جنین در حدود یک گرم و طول قد او در حدود ۲/۵ سانتیمتر است. اندامها شروع به مشخص شدن کرده‌اند، بازو، آرنج، ساعد، دستها، ران، ساق پاها کم و بیش دیده می‌شوند. در این هنگام بخشی که قبلاً به شکل دم دیده می‌شد، از بین می‌رود.
جنین در پایان هفتهٔ دوازدهم:
وزن جنین ۳۰ گرم و طول قد او ۷٫۵ تا ۹ سانتیمتر می‌باشد، طحال و سایر بافت‌های لنفاوی بدن نیز ساخت سلول‌های خونی را آغاز می‌نمایند. اندامها کاملاً تشکیل شده‌اند. بازوها، انگشتان، دستها و پاها کاملاً مشخص شده و تشکیل بافتها آغاز می‌گردد. گوش خارجی دیده می‌شود، چشم تقریباً کامل شده ولی پلکها هنوز بسته‌اند. ضربان قلب جنین را می‌توان با وسایل مخصوص و دقیق فراصوتی تشخیص داد.
سه‌ماههٔ دوم دوران بارداری:
سه‌ماههٔ نخست دوران بارداری زمانی است که به‌طور انحصاری اندامهای جنین تشکیل می‌شوند، در صورتی که در سه‌ماهٔ دوم اندامهای پدیدآمده نمو کرده و به تدریج تکوین می‌یابند. در پایان شش‌ماهگی، طول قد جنین در حدود ۲۷/۵ تا ۳۰ سانتیمتر وزن آن در حدود ۶۰۰ تا ۷۲۰ گرم می‌رسد. پوست بدن جنین در ماه‌های پنجم و ششم تقریباً رنگ قرمز دارد و در این زمان است که کم‌کم غدد چربی پوست، چربی تراوش کرده و با یاخته‌های مردهٔ پوست تشکیل مادهٔ سفید رنگی (پنیری شکل) را می‌دهد که پوست جنین را می‌پوشاند و عمل نگهداری پوست را خواهد داشت در این هنگام پلکها از هم جدا شده و مژههای جنین نیز تشکیل گردیده‌اند.
در هفته بیست و سوم حاملگی:
وزن جنین به ۴۵۰ گرم می‌رسد.
در ششمین ماه دوران بارداری:، رحم مادر به اندازه‌ای بزرگ می‌شود که بخش بالایی آن را در بالای ناف او می‌توان لمس کرد در این زمان مادر حرکات جنین خود را حس می‌کند؛ ولی حرکاتی را که پیش از این زمان حس می‌کرده‌است بیشتر مربوط به حرکات دستگاه گوارش خود او بوده و مربوط به حرکات جنین نبوده‌است. بیشتر در پایان پنجمین ماه بارداری است که مادر ممکن است وزن اضافه نماید و حتی در هر هفته در حدود ۵۰۰ گرم بر وزنش افزوده شود. در این زمان است که او باید مواظب باشد که بیش از معمول اضافه نگردد.
سه‌ماههٔ پایانی دوران بارداری
در خلال سه‌ماههٔ پایانی دوران بارداری وزن مادر نباید بیش از معمول زیاد شود. اضافه وزن مادر در همهٔ دوران بارداری نباید از ۱۱ کیلوگرم بیشتر شود که ۳/۵ کیلوگرم آن خود جنین است. در این دوران است که انقباضهای رحم زیادتر خواهد شد و این انقباض‌ها معمولاً بدون درد است و سبب می‌شود که رحم گشاد شود. تا جنین در حال رشد را در خود جای دهد. در حدود ۱۰ تا ۱۴ روز پیش از زایمان سر جنین به سمت درون لگن چرخش پیدا می‌کند و این تغییر وضع سبب راحتی مادر می‌گردد زیرا دیگر رحم به پردهٔ دیافراگم و شش مادر فشار نخواهد آورد.
در این زمان گه‌گاه دردهایی مانند درد زایمان ولی نه چندان شدید احساس می‌شود. در سه‌ماه پایانی دوران بارداری، جنین از مادر خود، از راه جریان خون جفت، ماده‌ای به نام پادتن دریافت می‌دارد؛ که نوزاد را برای مدتی در برابر برخی از بیماریها مانند سرخک، سرخجه، مخملک، آنفلوانزا و حتی بیماریهای ویروسی مثل سرماخوردگی ایمن می‌کند. اگر مادری در ماه‌های پایانی دوران بارداری برای برخی از بیماریها واکسینه شود، ایمنی نسبی در نوزاد به وجود می‌آید. پادتن نیز از راه آغوز و حتی از راه شیر مادر نیز به کودک می‌رسد؛ و این ایمنی نسبی در کودک وجود دارد تا زمانی که به کودک واکسن زده شود.

## تکوین اعضای بدن جنین
سیستم گردش خون: قلب انسان در پایان هفته چهارم پس از باروری شروع به تپیدن کرده و با سرعت ۶۵ ضربان در دقیقه منقبض می‌شود. تعداد ضربان قلب در طول دوره تکوین به‌طور مداوم افزایش می‌یابد تا درست قبل از تولد به حدود ۱۴۰ ضربان در دقیقه می‌رسد.
ساخت سلول‌های خونی: سلول‌های خونی هسته‌دار، حدوداً در هفته سوم تکوین جنین در کیسه زرده و لایه‌های مزوتلیال جفت شروع به تکوین می‌کنند. این روند با تشکیل گلبول‌های قرمز بدون هسته در یک هفته بعد (حدود ۴ تا ۵ هفتگی) در مزانشیم جنینی و نیز در اندوتلیوم عروق خونی جنین ادامه می‌یابد. پس از آن، کبد در هفته ۶ شروع به ساختن سلول‌های خونی می‌کند و در ماه سوم، طحال و سایر بافت‌های لنفاوی بدن نیز ساخت سلول‌های خونی را آغاز می‌نمایند. سرانجام از ماه سوم به بعد، به تدریج مغز استخوان به محل اصلی ساخت گلبول قرمز و نیز اکثر گلبول‌های سفید خون تبدیل می‌شود اما ساخت لنفوسیت‌ها و پلاسماسل‌ها همچنان در بافتهای لنفاوی ادامه می‌یابد.
دستگاه تنفسی: در دوره جنینی، عمل تنفس انجام نمی‌شود، چرا که هیچ هوایی در حفرهٔ آمنیوتیک وجود ندارد. اما حرکات تنفسی از اواخر سه ماه اول حاملگی شروع می‌شوند. به ویژه محرک‌های تماسی و اسیفیکسی جنین موجب بروز این حرکات می‌شوند.
در طول ۳ تا ۴ ماه‌اخر حاملگی، حرکات تنفسی جنین به دلایل نامعلوم، به‌طور عمده مهار می‌شوند و ریه‌ها تقریباً به‌طور کامل خوابیده هستند. مهار تنفس در ماه‌های آخر زندگی جنینی جلوی پر شدن ریه‌های جنین را با مایع و مواد دفعی مکونیوم که از دستگاه گوارش جنین به داخل مایع آمنیوتیک دفع می‌شوند، می‌گیرد. علاوه بر این، اپی‌تلیوم آلوئولی هم تا زمان تولد، مقادیر کمی مایع به درون ریه‌ها ترشح می‌کند و بدین ترتیب، تنها مایع تمیز در ریه‌ها باقی می‌ماند.
دستگاه عصبی: اکثر رفلکس‌های جنینی مرتبط با نخاع و حتی ساقه مغز از ماه سوم تا چهارم حاملگی تکوین یافته‌اند. اما ان دسته از اعمال سیستم عصبی که با قشر مغز سروکار دارند حتی در زمان تولد نیز هنوز در مراحل آغازین تکوین قرار دارند. در واقع میلینه شدن برخی از راه‌های عصبی اصلی مغز تنها در یک سالگی کامل می‌شود.

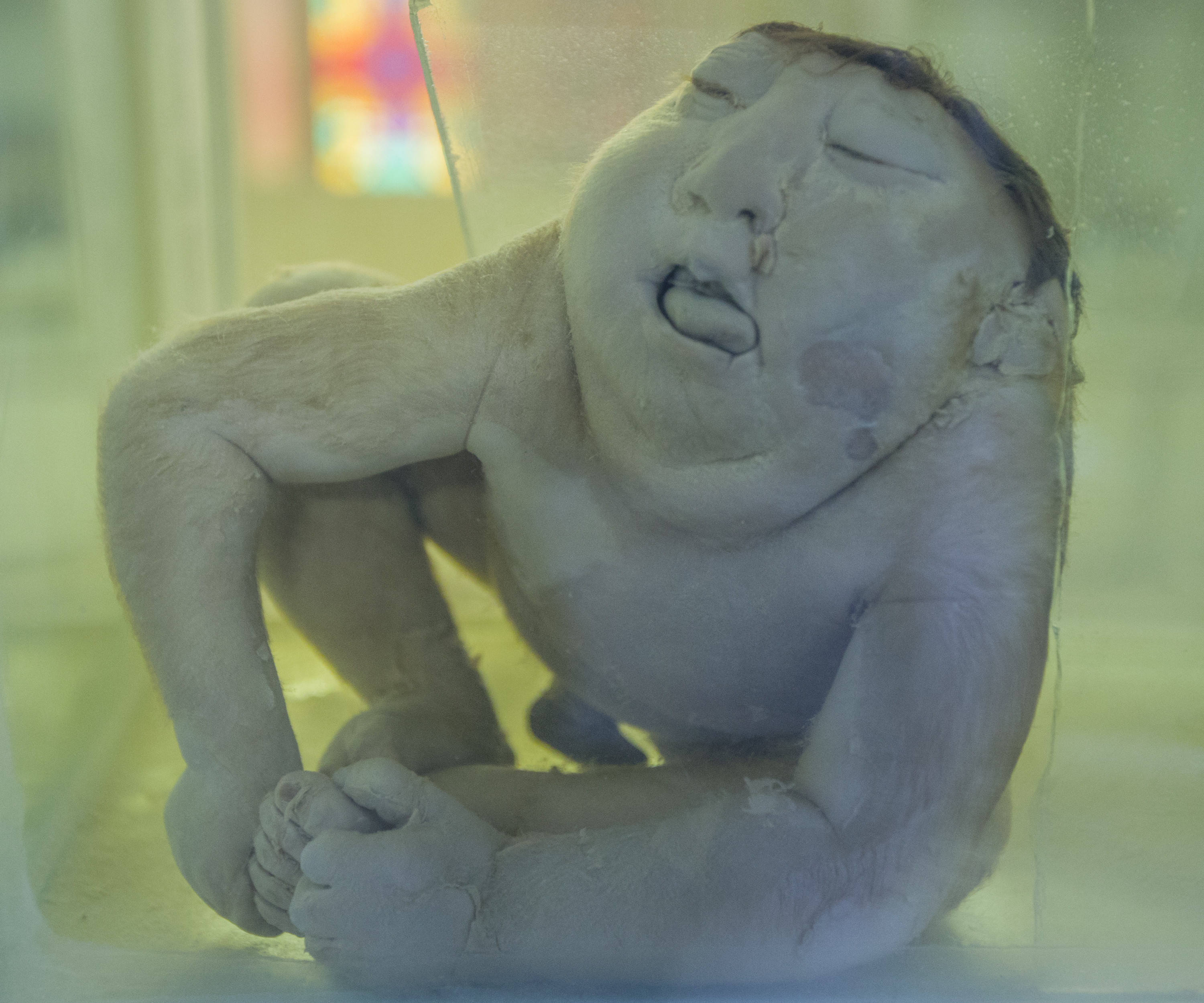
جنین ناقص‌الخلقه انسان در الکل

دستگاه گوارش: در اواسط حاملگی جنین شروع به خوردن و جذب مقادیر زیادی مایع آمنیوتیک می‌کند و در ۲ تا ۳ ماه‌آخر، عملکرد گوارشی ان به عملکرد نوزاد طبیعی نزدیک می‌شود. از این زمان، مقادیر کمی مکونیوم به‌طور پیوسته در دستگاه گوارش ساخته می‌شود و از مقعد به درون مایع آمنیوتیک دفع می‌شود. بخشی از مکونیوم از باقی‌مانده مایع آمنیوتیک بلعیده و بخشی از آن نیز از موکوس و سایر فراورده‌های دفعی مخاط و غدد گوارشی تشکیل می‌شود.
کلیه‌ها: در سه ماه دوم حاملگی، کلیه‌های جنینی شروع به دفع ادرار می‌کنند؛ ادرار جنین ۷۰ تا ۸۰ درصد مایع آمنیوتیک را تشکیل می‌دهد. اختلال در تکوین کلیه یا آسیب شدید عملکرد کلیه در جنین، تولید مایع آمنیوتیک را به شدت کاهش داده (الیگوهیدرآمنیوس) و می‌تواند باعث مرگ جنین شود. هر چند کلیه‌های جنین قادر به تولید ادرار هستند، سیستم‌های کلیوی مربوط به تنظیم حجم مایع خارج سلولی و تعادل الکترولیت‌ها، به ویژه تعادل اسید-باز، تا اواخر زندگی جنینی وجود ندارند و تا چند ماه پس از تولد به تکوین نهایی می‌رسند.

## نگارخانه

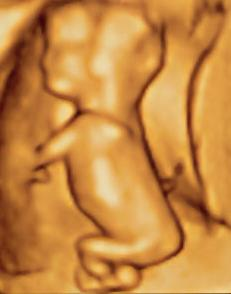
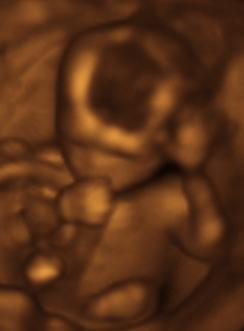
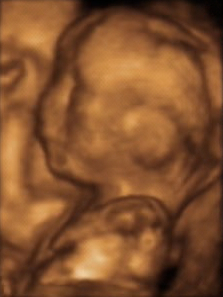
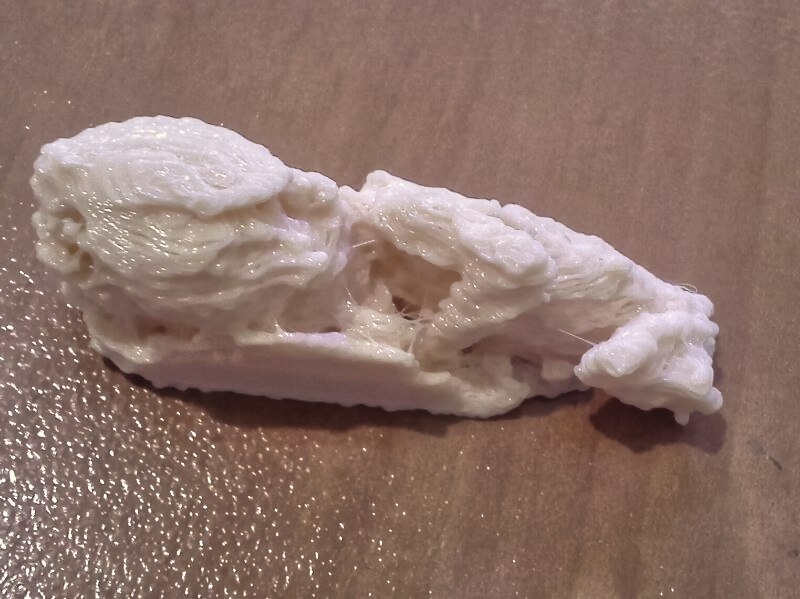